# 三棱镜 (YUKI单曲)
「三棱镜」（日语：プリズム）是YUKI的第2张单曲。

## 简介
- 2002年3月6日由Epic Records Japan发行[1]。距离前作「the end of shite」正好一个月后发售的单曲。
- 本作之后，所有的单曲都是由YUKI自己作词的（包含共同创作）。是JUDY AND MARY解散后就立刻写下的歌词作品，作为表达对单飞的不安和希望，以及对乐队成员的感谢而写下的作品[2]。
- MV由演员西岛秀俊参与演出。
- 第63届红白歌会初次登场时演唱的曲目。正式演出时，有一张从天飘下的金色星形纸片正好落在了YUKI的头上，就像一颗“星星印记”，她就这样一直唱完了这首歌。因为这段小插曲，网友们感叹这是一场「奇迹的演出」[3]。

## 收录曲
1. プリズム
  - 作詞:YUKI／作曲:Andy Sturmer／編曲:Andy Sturmer、John Fields
2. プリズム（Backing Track）

## 收录专辑
- PRISMIC（#1）
- five-star（#1）

## 翻唱
- 大橋純子（2007年、专辑『Terra』）[4]